# Tomas De Soete
Tomas De Soete (Gent, 8 juni 1976) is een Belgische radiopresentator bij Willy. Voorheen was hij een televisiepresentator bij Eén die bekend werd als radiopresentator bij Studio Brussel.

## Carrière
De Soete begon zijn carrière bij Studio Brussel als nieuwslezer en reporter. Later mocht hij Was het nu '70, '80 of '90 presenteren, maar echt opvallen deed hij met het programma Stereokini, een zomerprogramma, in 2000. Na die zomer presenteerde hij het programma Wildcard tijdens de vooravond op zaterdag.
In 2002 presenteerde hij op zondagmiddag van één tot twee samen met Kamagurka diens absurde radioprogramma "Kamagurkistan".
Tomas De Soete presenteerde later een tijdje het laatavondprogramma Tomas tussen 22 en 23 uur. Hierin belden luisteraars die een probleempje hadden, hem op. Dat kon van alles zijn: iemand die gebroken had met zijn lief, een leerkracht die te saai les gaf, enzovoort. Tomas zocht dan naar een oplossing voor dit probleem, meestal door de betrokken persoon te bellen. Tijdens de examenperiode werd Jenny from the blok, in de persoon van Sofie Engelen, erbij gehaald om studenten een uurtje te verstrooien tijdens hun blokperiode.
In september 2005 startte Tomas De Soete met de presentatie van het praatprogramma Brussel Midi dat tussen twaalf en één uur 's middags werd uitgezonden. Hierin ontving Tomas elke middag een praatgast. Tomas presenteerde het programma een jaar.
In september 2006 nam De Soete door de verhuis van Wim Oosterlinck naar Q-music en de verhuis van Peter Van de Veire naar de ochtendspits, de avondspits voor zijn rekening. Hij was elke dag te horen in het programma Tomas met zijn sidekick Siska Schoeters. In maart 2007 zag een luisteraar senator Jean-Marie Dedecker tijdens de tijdelijke snelheidsbegrenzing tot 90 km/h met een snelheid van 'minstens 115 km/h' rijden op de E40. De Soete besloot Dedecker op te bellen en hem hiernaar aan de tand te voelen. Dedecker reageerde razend: Hebt u agenten in dienst om dat te melden? De verklikkersmaatschappij van communisten en DDR, dat bestaat, hé. Het Kyotokalf moet aanbeden worden. Dit voorval lokte veel controverse uit.
Eind 2006 maakte hij samen met Peter Van de Veire en Christophe Lambrecht Music For Life, waarvoor ze zes dagen in een glazen huis op het Martelarenplein in Leuven verbleven, overlevend op enkel water, fruitsapjes en koffie. Dit om geld in te zamelen voor slachtoffers van landmijnen. Mensen konden door geld te schenken een liedje aanvragen of bieden op een van de exclusieve voorwerpen die StuBru bijeengescharreld had.
In 2007 was De Soete ook op televisie te zien in het programma De tabel van Mendelejev. Voorheen was hij veejay op TMF.
Op Music for Life kwam in 2007 een vervolg, ditmaal om geld in te zamelen voor het watertekort in de wereld. Toen werd Christophe Lambrecht vervangen door Siska Schoeters, nu de ex-sidekick van Tomas.
In 2008 stopte Tomas met de presentatie van de avondspits. Hij maakte en presenteerde in het herfstseizoen een reisprogramma voor Canvas genaamd Weg Met De Soete. Ook was hij een jurylid in de nieuwe Comedy Casino Cup.
Vanaf 1 september 2008 deed Tomas het ochtendblok bij Studio Brussel in navolging van Peter Van de Veire. In zijn ochtendprogramma Tomas Staat Op werd hij begeleid door Linde Merckpoel.
Ook in 2008 was Tomas De Soete opnieuw van de partij bij de Music For Life-actie van Studio Brussel. In de aanloop naar Music For Life 2008 maakten Siska Schoeters en Tomas De Soete op 5 december 2008 ook bekend dat zij een koppel vormen. Siska Schoeters en Sofie Lemaire vergezelden hem als presentatoren in het glazen huis. In 2009 was De Soete ambassadeur voor Music For Life 2009. De actie zamelde geld in voor de bestrijding van malaria. De Soete filmde in Burundi reportages om de problematiek voor Studio Brussel te kaderen.
Tijdens de vijfde editie van Music For Life, in december 2010, was De Soete opnieuw dj in het glazen huis, dat ditmaal op de Groenplaats in Antwerpen te vinden was. Hij vergezelde hierbij Sam De Bruyn en Sofie Lemaire. Tijdens Music For Life 2010 werd er geld ingezameld voor wezen van wie de ouders aan aids gestorven zijn.
Op 14 maart 2010 werd Tomas De Soete tijdens Humo's Pop Poll door de lezers van Humo uitgeroepen tot Bekwaamste Radiofiguur. Ook in 2011 werd De Soete Bekwaamste Radiofiguur volgens de Humolezers.
In 2010 organiseerde De Gentenaar de verkiezing van de Strafste Gentenaar. In de categorie Media en Entertainment werd Tomas De Soete Strafste Gentenaar, voor Frederik Sioen en Sam De Graeve. Over de categorieën heen werd hij dat niet, die eer was weggelegd voor Frank De Winne.
De Soete presenteerde op 1 juni 2012 voor het laatst Tomas Staat Op. Daarna presenteerde hij van 2012 tot 2015 samen met Freek Braeckman het programma Café Corsari, dat De laatste show opvolgde. Na het stopzetten van dat programma ging hij tijdelijk achter de schermen aan de slag bij De Ideale Wereld.
Sinds 28 april 2019 is De Soete weer te beluisteren op de radio, dit keer op Radio 1. Hij presenteert er Radio Fiskepark, een programma waarin hij met twee gasten terugblikt op de waan van de week. Daarnaast vertolkt hij vanaf 15 mei 2019 een hoofdrol in de fake true crime-serie Fiskepark op Canvas. In die reeks speelt hij een uitvergrote versie van zichzelf als aan lager wal geraakte BV die verdacht wordt van de (fictieve) moord op Bent Van Looy.
In september 2020 keerde hij tijdelijk terug bij Studio Brussel, om in te springen voor de vaste presentatoren, die op dat moment in quarantaine zaten na diverse positieve tests op Covid-19.
Op 1 december 2022 werd bekendgemaakt dat de VRT in het kader van een transformatieplan afscheid nam van 41 voltijdse medewerkers. Tomas De Soete was een van de betrokken VRT medewerkers die bedankt werd voor bewezen diensten.
Op 9 december 2022 werd aangekondigd dat hij vanaf januari het ochtendblok op radiozender Willy een half jaar zal overnemen van Wim Oosterlinck, die op ouderschapsverlof ging. Ondertussen is hij een vaste waarde van de zender met de ochtendshow Tomas & Sien van 7u tot 10u.

## Privé
Samen met Davy De Meyer vormt Tomas De Soete momenteel een dj-duo genaamd De Turbopascals en is drummer bij de band Best Parts. 
De Soete heeft 2 zonen en 2 dochters uit 2 vorige relaties waaronder een zoon en een dochter met Siska Schoeters. Hij heeft sinds enkele jaren ook een plusdochter uit zijn huidige relatie. 